# Religião Vainakh
Os povos naques do norte do Cáucaso (chechenos e inguches) foram islamizados relativamente tarde, durante o início do período moderno, sua religião e mitologia pré-islâmicas, inclui vestígios de culto aos ancestrais e cultos funerários . Os naques, como muitos outros povos do norte do Cáucaso, como circassianos e ossetas, praticavam o culto às árvores e acreditavam que elas eram as moradas dos espíritos, desenvolveram muitos rituais para servir tipos específicos de árvores. A pereira ocupava um lugar especial nesta fé.

## panteão
- Dal (checheno) ou Däl (inguíche) - O deus supremo. Equivalente a Zeus grego, Júpiter romano, Wodan germânico e Theshxwe circassiano.[3]
- Gal-Yerdi ou Gela - deus-sol e patrono dos criadores de gado.[3] Adorado no Dia de Ano Novo Naque, e oferecia orbes e velas de metal, bem como sacrifícios de animais às vezes.[4]
- Hela - Deus das trevas.
- Seela ou Sela - Deus das estrelas, trovões e relâmpagos.[3] Sela é frequentemente retratado como um deus mau e cruel. Sua meada (uma bolsa solta feita de pele de animal) continha a "noite" (estrelas, relâmpagos e trovões). Ele vive no topo do Monte Kazbek com sua carruagem de fogo. Foi ele quem acorrentou Pkharmat a uma montanha por roubar fogo e, por esse motivo, na quarta-feira de seu mês no antigo calendário naque, era proibido carregar brasas ou cinzas. Durante a era da cristianização na Chechênia e na Inguchétia, ele foi identificado com o profeta Elias, mantendo assim seu status. Ele também é, como o Zeus grego, incapaz de controlar seus desejos por mulheres humanas (para desgosto de sua esposa, Furki), e um episódio com uma donzela mortal resultou no nascimento de uma filha deusa, Sela Sata.[5]
- Sata ou Sela Sata - esposa ou filha de Seela, de acordo com diferentes versões;[3][6] uma deusa do artesanato e especialmente do artesanato feminino, correspondendo ao Noroeste Caucasiano Satanaya . Seu rosto é descrito como brilhando como o sol com beleza.[7] Ela ajuda Pkharmat a roubar o fogo de Sela para os habitantes da Terra, guiando-o até o pico do Monte Kazbek.[7]
- Maetsill - Deus da agricultura e da colheita e protetor dos fracos.[3]
- Ishtar-Deela - Senhor da vida e da morte e governante do submundo[3] ("Deeli-Malkhi"), responsável por punir os ímpios.
- Molyz-Yerdi - O deus da guerra[3] que trouxe a vitória de Vainakh.
- Elta - Deus da caça[3] e dos animais e - antes de Maetsill assumir seu papel - da colheita. Ele ficou cego de um olho por desobediência de seu pai, Deela.
- Amgali(-Yerdi) - Uma divindade menor.[3]
- Taamash(-Yerdi) - ("senhor da maravilha") Senhor do destino.[3] Geralmente pequeno em tamanho, mas se torna gigantesco quando irritado.
- Tusholi - Deusa da fertilidade,[3] Uma maior protetora do povo até do que seu pai, Deela. Acredita-se que ela resida no sagrado Lago Galain-Am . Segundo os estudiosos, nas crenças anteriores, Tusholi era a divindade dominante. As pessoas pediam-lhe descendentes saudáveis, colheitas ricas e manadas prósperas de gado. Em tempos posteriores, Tusholi era adorada principalmente por mulheres sem filhos.[8][9] Ela tinha um dia santo, o Dia de Tusholi, no qual as mulheres traziam oferendas de chifres de veado vermelho, balas e velas para seu santuário no Monte Deela T'e (onde os não-sacerdotes só podiam entrar com a permissão explícita do destes e dentro do qual era proibido derrubar suas árvores). Hoje em dia o seu dia é considerado "Dia da Criança e da Mulher".[10]
- Dartsa-Naana ("Mãe Nevasca") - Deusa das nevascas e avalanches.[3] Ela mora no cume nevado do Monte Kazbek em torno do qual traçou um círculo mágico, que nenhum mortal de qualquer sentido ousa cruzar. Se alguém for temerário o suficiente para fazê-lo, Dartsa-Naana os lançará no abismo e derrubará sobre eles as neves mortíferas de sua casa nas montanhas.[11]
- Mokh-Naana - Deusa dos ventos.[3]
- Seelasat ("Oriole") - Protetora das virgens[3] (possivelmente idêntica a Sata / Sela Sata, veja acima).
- Meler Yerdi - Deus das plantas e bebidas de cereais.[3]
- Aira - Patrono da linha do tempo eterna.[12]
- Mozh - Irmã má do sol e da lua. Mozh devorou todos os outros parentes no céu e agora persegue constantemente seus irmãos celestiais. Eclipses ocorrem nas raras ocasiões em que ela os alcança e os faz prisioneiros. Mozh consentirá em liberar o sol e a lua somente depois de ter sido solicitado por uma inocente primogênita.[11]
- Bolam-Deela -[3] Não se sabe muito sobre ele/ela, pode ou não ter sido equivalente a Deela-Malkh.[1]
- Khagya-Yerdi ou Maetskhali - Senhor das rochas.[1][3]
- Mattir-Deela - Outra divindade pouco conhecida.[1][3]
- P'eerska - O guardião do tempo.[1]
- kars -  flutua no céu dentro das estrelas.[1]

## Criaturas sobrenaturais e heróis
- Pkharmat (ou Kurk'o ), semi-deus nart que roubou o fogo do deus cruel Sela.[7]

 Equivalente ao grego Prometheus e ao georgiano Amirani. Ele também é equivalente ao Pataraz circassiano.
- tribo Pkhagalberi . Raça anã mitológica. Eles eram invulneráveis a qualquer tipo de arma que seus inimigos os Narts tivessem.[12]
- Turpal, um cavalo livre que veio ajudar Pkharmat em sua jornada quando ele o chamou. "Turpal sempre vagava livre, pastando entre sete montanhas e bebendo água do mar. "[7][13][14]
- Uja . Um ciclope, fiel servo de Sela. Ele acorrentou Pkharmat ao cume do Monte Kazbek .[7]
- Ida . Rei dos pássaros,[7] - um falcão que vem todas as manhãs para rasgar o fígado de Pkharmat.[7]
- Espírito do Lago Galain-Am, um touro mitológico que protege o sagrado Lago Galain-Am da poluição e de atos infiéis. O lago sagrado de Galain-Am
- Melhun, o anjo caído.

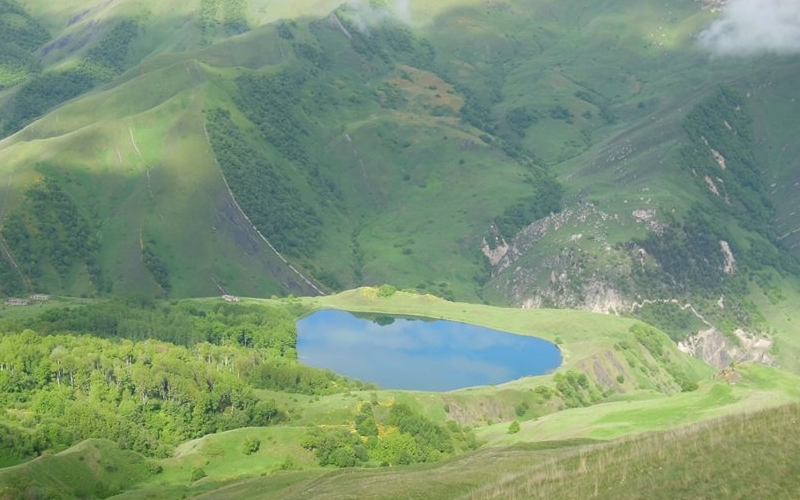
O lago sagrado de Galain-Am

- Nart, uma raça mítica de gigantes. Diferentemente da mitologia de outros povos do Cáucaso eles poderiam ser bons e maus.
- Almas, espíritos malignos da floresta. Podem ser  masculinos  cobertos de pelos, de uma espécie terrível, ferozes e traiçoeiros; no peito deles há um machado afiado.
- Almases, têm uma beleza extraordinária, mas também más, insidiosas e perigosas. Às vezes parecem criaturas aterrorizantes de enorme crescimento com seios enormes, jogados sobre os ombros atrás das costas. Sua ocupação favorita - dança: jogando o peito para trás, levantando as mãos, dançam ao luar. Almases vivem na floresta, nas terras altas. cuidam de animais selvagens e às vezes tem casos com caçadores. A sorte na caça, segundo as lendas, depende da benevolência de uma alma.[11]
- Ghamsilg (ou Gham-stag) era uma bruxa que podia deixar seu corpo e entrar em um animal.
- Djinim (jinn). Nas percepções dos chechenos e dos inguches, bons e maus espíritos estão entre anjos e demônios. Djinim bons e maus juntos estão na mesma hostilidade que anjos com demônios. Através de enganos ou espionagem, eles roubam os segredos mais íntimos do futuro do homem e contam a seus amigos da terra. O contato com um djinim leva à insanidade.[11]
- Taram, espíritos guardiões invisíveis que protegem seu mestre de todos os tipos de desastres. Nas representações dos Naques, cada pessoa, cada casa (família), todos os objetos naturais tinham um Taram.[11]
- Uburs, os espíritos malignos e sanguinários, entravam em qualquer animal. Perto do vampiro na mitologia eslava.[11]
- Hunsag (ou Hunstag), o espírito patrono da floresta e dos animais da floresta. Hunsag procura destruir todos os caçadores que o encontram na floresta, usando o machado de osso que se projeta de seu peito. Os animais da floresta, pássaros, árvores, grama se erguem para defender Hunsag.[11]
- Batiga-Shertko uma figura xamânica com a capacidade de atravessar para o submundo para verificar como os entes queridos falecidos de seus clientes estão se saindo na vida após a morte - muitas vezes com o sacrifício de um animal como pagamento. Acreditava-se então que o espírito do animal oferecido entrava na posse do parente ou parenta morto.[16]